# Tillandsia delicata
Tillandsia delicata es una especie de planta epífita dentro del género  Tillandsia, perteneciente a la  familia de las bromeliáceas.  Es originaria de México, donde se encuentra en Oaxaca, distribuida por San Juan Lachao a una altitud de 1200-1700 metros. 

## Taxonomía
Tillandsia delicata fue descrita por William Jackson Hooker y publicado en Die Bromelie 1999: 64–70, f. s.n. 2000.
Etimología
Tillandsia: nombre genérico que fue nombrado por Carlos Linneo en 1738 en honor al médico y botánico finlandés Dr. Elias Tillandz (originalmente Tillander) (1640-1693).
delicata: epíteto latíno que significa "delicada"